# Święto ognia
Święto ognia – powieść Jakuba Małeckiego, wydana w 2021 roku nakładem Wydawnictwa SQN w wersjach papierowej, ebooka i audiobooka. Książka Roku Lubimyczytać.pl za rok 2021 w kategorii literatura piękna, Małecki otrzymał za nią także w roku 2022 Nagrodę im. Cypriana Kamila Norwida w kategorii literatura.
Ekranizację powieści wyreżyserowała Kinga Dębska. Film zakwalifikowano do 48. edycji Festiwalu Polskich Filmów Fabularnych w Gdyni. Święto ognia uzyskało też nominację w plebiscycie Książka Roku Lubimyczytać.pl za rok 2023 w kategorii ekranizacja.
Bohaterowie powieści - siostry Łucja i Nastka oraz ich ojciec Leopold - próbują poradzić sobie z bolesnymi wspomnieniami. Nastka ma porażenie mózgowe, co nie przeszkadza jej jednak marzyć i starać się realizować wbrew przeciwnościom swoje plany. Jej starsza siostra ucieka w balet, ryzykując zdrowiem dla osiągnięcia ambitnego celu. Opiekujący się z poświęceniem i miłością Nastką ojciec również ma swój sposób na radzenie sobie z przeszłością i miejsce, w którym znajduje chwile wytchnienia.